# Daniël Jacobus Erasmus
Daniël Jacobus Erasmus (Somerset-Oost, 5 april 1830 - Bethal, 30 april 1913) was van 22 november 1871 tot 1 juli 1872 waarnemend staatspresident van de Zuid-Afrikaansche Republiek voor Marthinus Wessel Pretorius. Hij was commandant in de Mapog-oorlog tegen de Zuid-Ndebele in 1883.